# Is This Love (Bob Marley & The Wailers)
"Is This Love" is een nummer van de Jamaicaanse band Bob Marley & The Wailers. Het nummer verscheen op hun album Kaya uit 1978. Op 3 februari van dat jaar werd het nummer uitgebracht als de eerste single van het album.

## Achtergrond

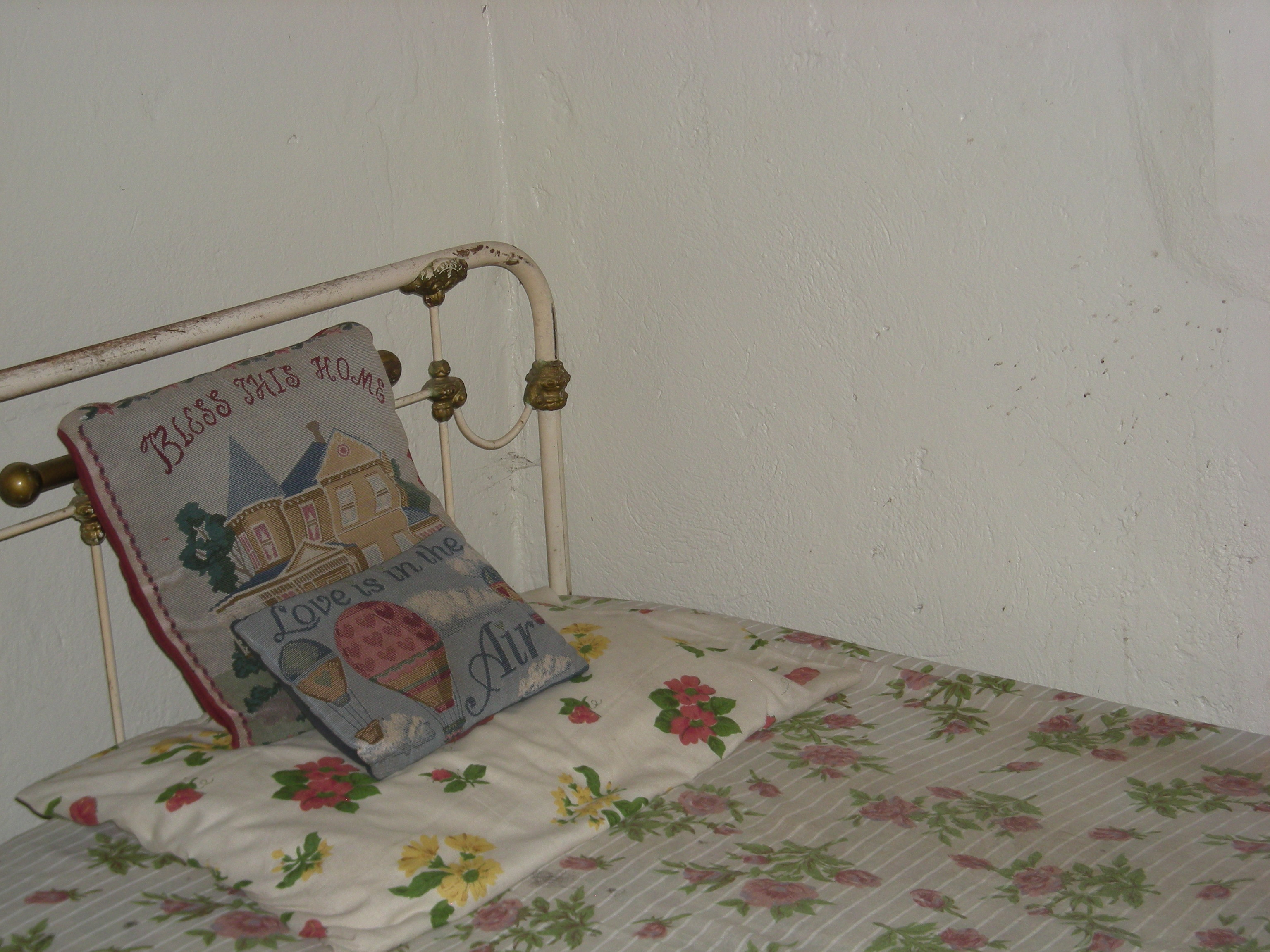
Het bed van Bob Marley in Nine Miles, Jamaica, die de inspiratie voor de regel "We'll share the shelter of my single bed" uit "Is This Love" vormde.

"Is This Love" is geschreven door zanger en gitarist Bob Marley en geproduceerd door de gehele band. Het groeide uit tot een van de bekendste nummers van de band en werd dan ook opgenomen op het compilatiealbum Legend, dat in 1984 drie jaar na het overlijden van Marley verscheen. Ook is een liveversie van het nummer te horen op het album Babylon by Bus uit 1978. Het werd een grote hit en bereikte de negende plaats in de Britse hitlijsten. In Nieuw-Zeeland en Noorwegen kwam het tot de achtste plaats. In Nederland bereikte het de Top 40 niet en bleef het steken op de vierde plaats in de Tipparade, maar kwam het wel tot de 39e plaats in de Nationale Hitparade.
Er werd ook een videoclip geproduceerd voor "Is This Love", die werd opgenomen in de Keskidee Arts Centre in Londen, het kunstcentrum voor de zwarte gemeenschap in Groot-Brittannië. De zevenjarige Naomi Campbell maakte in deze clip haar publieke debuut.
"Is This Love" is gecoverd door diverse artiesten, waaronder Corinne Bailey Rae, Adam Lambert, Rihanna, Carly Simon en The Pat Travers Band. Ook is het in 2016 geremixt door LVNDSCAPE en Leon Bolier, die met hun versie de zestiende plaats in het Verenigd Koninkrijk en de 69e plaats in de Nederlandse Single Top 100 bereikten. Zowel "Lay Your Hands on Me" van Bon Jovi als "Stay the Night" van James Blunt maken tekstuele verwijzingen naar het nummer. Verder is het gebruikt in de films In the Name of the Father (1993), Six Days Seven Nights (1998), Lake Placid (1999), 50 First Dates (2004) en Just Go With It (2011).

## Hitnoteringen

### Bob Marley & The Wailers

#### Nationale Hitparade
| Hitnotering: 18-08-1979 t/m 08-09-1979 | Hitnotering: 18-08-1979 t/m 08-09-1979 | Hitnotering: 18-08-1979 t/m 08-09-1979 | Hitnotering: 18-08-1979 t/m 08-09-1979 | Hitnotering: 18-08-1979 t/m 08-09-1979 | Hitnotering: 18-08-1979 t/m 08-09-1979 |
| Week                                   | 1                                      | 2                                      | 3                                      | 4                                      |                                        |
| -------------------------------------- | -------------------------------------- | -------------------------------------- | -------------------------------------- | -------------------------------------- | -------------------------------------- |
| Positie                                | 39                                     | 49                                     | 39                                     | 46                                     | uit                                    |

#### NPO Radio 2 Top 2000
| Nummer met noteringen in de NPO Radio 2 Top 2000 | '18  | '19  | '20  | '21  | '22  | '23  | '24  |
| ------------------------------------------------ | ---- | ---- | ---- | ---- | ---- | ---- | ---- |
| Is This Love                                     | 1428 | 1360 | 1387 | 1611 | 1670 | 1621 | 1374 |

1. ↑  Een vetgedrukt getal geeft de hoogste notering aan.
2. ↑  2018 was het eerste jaar met een notering voor dit nummer.

### Bob Marley feat. LVNDSCAPE + Leon Bolier

#### Single Top 100
| Hitnotering: 25-06-2016 t/m 03-09-2016 | Hitnotering: 25-06-2016 t/m 03-09-2016 | Hitnotering: 25-06-2016 t/m 03-09-2016 | Hitnotering: 25-06-2016 t/m 03-09-2016 | Hitnotering: 25-06-2016 t/m 03-09-2016 | Hitnotering: 25-06-2016 t/m 03-09-2016 | Hitnotering: 25-06-2016 t/m 03-09-2016 | Hitnotering: 25-06-2016 t/m 03-09-2016 | Hitnotering: 25-06-2016 t/m 03-09-2016 | Hitnotering: 25-06-2016 t/m 03-09-2016 | Hitnotering: 25-06-2016 t/m 03-09-2016 | Hitnotering: 25-06-2016 t/m 03-09-2016 | Hitnotering: 25-06-2016 t/m 03-09-2016 |
| Week                                   | 1                                      | 2                                      | 3                                      | 4                                      | 5                                      | 6                                      | 7                                      | 8                                      | 9                                      | 10                                     | 11                                     |                                        |
| -------------------------------------- | -------------------------------------- | -------------------------------------- | -------------------------------------- | -------------------------------------- | -------------------------------------- | -------------------------------------- | -------------------------------------- | -------------------------------------- | -------------------------------------- | -------------------------------------- | -------------------------------------- | -------------------------------------- |
| Positie                                | 94                                     | 90                                     | 72                                     | 69                                     | 82                                     | 80                                     | 86                                     | 87                                     | 92                                     | 94                                     | 95                                     | uit                                    |

Bob Marley · Junior Braithwaite · Beverley Kelso · Bunny Wailer · Peter Tosh · Cherry Smith · Constantine "Vision" Walker · Earl "Chinna" Smith · Aston Barrett · Joe Higgs · Earl Lindo · Carlton Barrett · Al Anderson · Alvin Patterson · Junior Marvin · Donald Kinsey · Tyrone Downie · I Threes (Rita Marley · Marcia Griffiths · Judy Mowatt)